# Orlando Innamorato
Orlando Innamorato (De verliefde Roelant) uit 1486 is een episch gedicht van de Italiaanse renaissancedichter Matteo Maria Boiardo.
De Orlando Innamorato was het eerste gedicht dat elementen uit de Arthurlegende met die van de Karolingische romances combineerde. De Orlando Innamorato gaf op die manier nieuw leven aan het ridderlijk epos, een op dat ogenblik minder populair geworden genre. Het gedicht is een romance over de heldhaftige ridder Orlando (Roelant). De  Orlando Innamorato wordt beschouwd als Boiardo's belangrijkste werk. Hij begon eraan op initiatief van de familie Este. Toen hij in 1494 stierf, bleef het werk onvoltooid achter. Ludovico Ariosto's meesterwerk Orlando Furioso is een vervolg op de Orlando Innamorato.